# Burning Rangers
Burning Rangers (яп. バーニングレンジャー Ба:нингу Рэндзя:) — видеоигра в жанре шутер от третьего лица, разработанная компанией Sonic Team и выпущенная Sega на консоль Sega Saturn в 1998 году. По сюжету элитная группа пожарных под названием «Burning Rangers» должна спасти Землю от падения космического аппарата.
Разработка Burning Rangers началась после выхода Nights into Dreams…, в декабре 1996 года. В создании проекта участвовали создатели талисмана Sega ежа Соника — Наото Осима и Юдзи Нака. Шутер полностью выполнен в трёхмерной графике, и впервые на Saturn применялись эффекты полупрозрачности. В общей сложности игра разрабатывалась около полутора лет.
После выхода Burning Rangers получила от прессы в основном высокие оценки. Журналисты хвалили игру за графику, 3D-движок, управление и небольшую продолжительность локаций, но критиковали технические недоработки, низкий уровень сложности и дизайн боссов. В отличие от большинства других игр Sonic Team, шутер не снискал особой популярности среди игроков из-за низких продаж консоли Saturn. И хотя сиквел так и не был выпущен, в последующих проектах от Sega присутствовали отсылки к событиям Burning Rangers.

## Игровой процесс

Тиллис сражается с первым боссом. Дизайн боссов стал одним из объектов критики со стороны прессы

Burning Rangers является шутером от третьего лица, выполненным в трёхмерной графике. Действие игры разворачивается в футуристическом обществе, в котором огонь представляет главную опасность. Чтобы справиться с чрезвычайными ситуациями, была создана элитная группа пожарных под названием «Burning Rangers». К основной команде — Крис Партон (англ. Chris Parton), Биг Ландман (англ. Big Landman) и Рид Феникс (англ. Reed Phoenix, также известный как просто Рид), присоединились два новобранца — парень Шоу Амабане (англ. Shou Amabane) и девушка Тиллис (англ. Tillis). С Земли поступила информация, что на планету надвигается космический корабль, покрытый слоем мусора. Главные герои отправляются к станции, чтобы предотвратить её падение.
С самого начала для прохождения игры открыты только два главных героя — Шоу и Тиллис, остальных необходимо разблокировать с помощью специального пароля. Несмотря на это, у всех персонажей единственная цель: необходимо пройти четыре уровня («Fallen Memory», «Silent Blue», «Gravity Zero» и «Winged Cradle»), по пути спасая людей и нейтрализуя очаги пожаров с помощью специального пистолета . Информация о близлежащих опасностях предоставляется Крисом по радиоприёмнику. После тушения огня появляются кристаллы (в игре они названы как «Maztabaluxor Crystals»), необходимые для транспортировки на Землю людей. Если персонаж получает урон от огня или взрыва, то он теряет все полученные им кристаллы, но сможет их заново собрать. Главные герои могут погибнуть после полного заполнения шкалы «опасного предела», расположенной на экране вверху справа; в случае смерти персонажа прохождение игры начинается с самого начала, либо с контрольной точки. В конце каждого уровня проходит битва с боссом, и, в случае победы, идёт подсчёт очков, присуждается ранг (самый худший ранг — «D», лучший — «S») и отображается код для прохождения локаций другими персонажами. После полного прохождения игры открывается генератор уровней, являющиеся компиляцией разных частей локаций. Кроме этого, в Burning Rangers доступен режим «Sound Test», в котором можно послушать музыку из игры.

## Разработка и выход игры
Burning Rangers была создана студией Sonic Team, которая известна как разработчик игр про ежа Соника. Первые идеи нового проекта появились у сотрудников компании после выхода Nights into Dreams…, в декабре 1996 года. В команде были представлены многие разработчики серии Sonic the Hedgehog: например, Юдзи Нака выступал в качестве продюсера, а создатель Соника Наото Осима работал над созданием дизайна персонажей и руководил проектом. За дизайн обложки и промо-артов отвечал Хироюки Оти, режиссёр аниме «Сол Бьянка: Сокровища погибших планет» и Armitage III. Всего команда разработчиков насчитывала 20 человек. Первоначально игру хотели назвать Firefighter, но потом, на фоне популярности сериала «Могучие рейнджеры», её переименовали в Burning Rangers.
Проект был создан в нетипичном для Sonic Team жанре шутера от третьего лица; до этого компания в основном специализировалась на выпуске платформеров. Для создания Burning Rangers команда черпала идеи из таких фильмов, как «Терминатор», «Назад в будущее» и «Огненный вихрь», а также из комиксов о Супермене и Бэтмене. Большинство разработчиков, в том числе Наото Осима, хотели создать игру о супергероях. По словам продюсера Юдзи Наки, Burning Rangers создавалась с целью спасать людей, в отличие от многих шутеров, где главный герой чаще всего убивал плохих или хороших персонажей. Для сохранения страха и напряжённой атмосферы, команда решила связать события игры с огнём. Сами же персонажи-пожарные олицетворяют образ «ангелов в огне». Аппаратные характеристики консоли Sega Saturn позволили дизайнерам и программистам создать футуристические уровни на космическом корабле, и реализовать систему навигации и генерации уровней. Для Burning Rangers было создано всего четыре локации, к которым, по мнению Sonic Team, игроки быстро привыкнут.
Во время проработки персонажей Sega применила технологию захвата движения, чтобы сделать движения главных героев более плавными. Часть акробатических трюков и прыжков программисты создали на компьютерах. Для записи голосов и музыки был впервые использован формат сжатия ADX от CRI Middleware. Видеоролики в аниме-стиле создавались при поддержке компании TMS Entertainment, с которой у Sega долгие партнёрские отношения. Движком для Burning Rangers послужил движок игры Nights into Dreams…, а сам исходный код был написан на ассемблере. В техническом плане Burning Rangers примечательна тем, что на уровнях используются полупрозрачные эффекты (например, эффекты пожара). Sega Saturn имела аппаратную поддержку полупрозрачности, но она была ограничена двухмерными объектами из-за большой загруженности двух процессоров. Учитывая сложную архитектуру консоли, эта технология редко использовалась в коммерческих играх. Burning Rangers стала одной из немногих игр, которая использовала её.
Первая информация о Burning Rangers появилась осенью 1997 года. Проект демонстрировался на выставках Tokyo Game Show (TGS) и European Computer Trade Show. По словам Юдзи Наки, на мероприятии TGS присутствовал настоящий пожарный, который в целом положительно оценил шутер, но отмечал, что костюмы у главных героев не слишком походят для пожарных, поскольку они слишком тонкие. Релиз игры состоялся во всём мире в 1998 году и только для консоли Sega Saturn.

## Музыка

Обложка музыкального альбома Burning Rangers Sound Track

Музыка для игры была написана композиторами из лейбла Wave Master: Наофуми Хатаей (он же по совместительству и звукорежиссёр), Фумиэ Куматани, Масару Сэцумарой и Томоко Сасаки. Все вышеназванные музыканты принимали участие в написании саундтрека для Nights into Dreams… и Sonic Adventure. С аранжировками песен помогал гитарист Винни Мур. Чтобы пригласить нужных вокалистов и записать вместе с ними музыку, работа велась в американском городе Нью-Йорк. Главными темами игры стали треки «Burning Hearts ~Burning ANGEL~», «Angels With Burning Hearts», «We Are Burning Rangers» и «I Just Smile», исполненные вокалистами Такэнобу Мицуёси, Томоко Сасаки, Деннисом Сент-Джеймсом, Марлоном Сандерсом, SUL и Памелой Дриггс. Мелодии звучат только во время видеороликов, подсчёта очков и в главном меню; во время прохождения уровней музыка не воспроизводится.
Всего было выпущено три музыкальных альбома. Первый саундтрек, Burning Rangers Sound Track (яп. バーニングレンジャー　サウンドトラック Ба:нингу Рэндзя: Саундоторакку), был издан 18 февраля 1998 года лейблом Marvelous Entertainment. В комплекте с японским изданием игры распространялся мини-альбом Burning Rangers Theme Song CD, включающий три вокальных трека. В июле 1999 года вышла грампластинка под названием We Are Burning Rangers, которая содержала ремиксы песен «We Are Burning Rangers» и «I Just Smile».
Музыка из Burning Rangers звучала в играх Samba de Amigo, Blinx: The Time Sweeper, Sonic Pinball Party, Sonic & All-Stars Racing Transformed и Project X Zone 2, а также присутствовала в альбомах SonicTeam „PowerPlay“ ~Best Songs from SonicTeam~ (1998) и Sonic & All-Stars Racing Transformed Original Soundtrack (2014).
| №                   | Название                          | Текст песни                  | Музыка              | Исполнитель           | Длительность |
| ------------------- | --------------------------------- | ---------------------------- | ------------------- | --------------------- | ------------ |
| 1.                  | «Burning Hearts ~Burning ANGEL~»  | Томоко Сасаки, Наофуми Хатая | Наофуми Хатая       | Такэнобу Мицуёси      | 3:59         |
| 2.                  | «Request For An Immediate Rescue» |                              | Наофуми Хатая       |                       | 1:50         |
| 3.                  | «Darkness»                        |                              | Масару Сэцумару     |                       | 1:41         |
| 4.                  | «Revelation»                      |                              | Фумиэ Куматани      |                       | 0:48         |
| 5.                  | «Rising Pressure»                 |                              | Наофуми Хатая       |                       | 1:16         |
| 6.                  | «Anemoth»                         |                              | Наофуми Хатая       |                       | 3:05         |
| 7.                  | «Unknown Alarm»                   |                              | Фумиэ Куматани      |                       | 1:09         |
| 8.                  | «Misty»                           |                              | Фумиэ Куматани      |                       | 1:06         |
| 9.                  | «Undulatus»                       |                              | Фумиэ Куматани      |                       | 2:35         |
| 10.                 | «Soothing Heat»                   |                              | Фумиэ Куматани      |                       | 2:08         |
| 11.                 | «Since The Day»                   |                              | Фумиэ Куматани      |                       | 0:47         |
| 12.                 | «Myriad Crisis»                   |                              | Масару Сэцумару     |                       | 2:01         |
| 13.                 | «Argoyle G»                       |                              | Фумиэ Куматани      |                       | 1:55         |
| 14.                 | «We Are Burning Rangers»          | Рёити Хасэгава               | Наофуми Хатая       | Такэнобу Мицуёси, SUL | 4:36         |
| 15.                 | «Judgement Path»                  |                              | Фумиэ Куматани      |                       | 1:06         |
| 16.                 | «Unveiled Truth»                  |                              | Фумиэ Куматани      |                       | 1:20         |
| 17.                 | «Crescendo To Finale»             |                              | Фумиэ Куматани      |                       | 0:50         |
| 18.                 | «Heartbreaking Encounter»         |                              | Наофуми Хатая       |                       | 2:40         |
| 19.                 | «Welcome Back!»                   |                              | Наофуми Хатая       |                       | 0:45         |
| 20.                 | «I Just Smile»                    | Томоко Сасаки                | Наофуми Хатая       | Томоко Сасаки         | 4:18         |
| 21.                 | «Burning Hearts ~Short Track~»    |                              | Наофуми Хатая       | Такэнобу Мицуёси      | 1:26         |
| 22.                 | «Burning-Ship To Take Off»        |                              | Наофуми Хатая       |                       | 2:46         |
| 23.                 | «Angels With Burning Hearts»      | Рёити Хасэгава               | Наофуми Хатая       | Деннис Сент-Джеймс    | 3:59         |
| 24.                 | «We Are Burning Rangers»          | Рёити Хасэгава               | Наофуми Хатая       | Марлон Сандерс, SUL   | 4:36         |
| 25.                 | «I Just Smile»                    | Рёити Хасэгава               | Наофуми Хатая       | Памела Дриггс         | 4:14         |
| Общая длительность: | Общая длительность:               | Общая длительность:          | Общая длительность: | Общая длительность:   | 56:56        |

| №                   | Название                                                        | Текст песни                  | Музыка              | Исполнитель                      | Длительность |
| ------------------- | --------------------------------------------------------------- | ---------------------------- | ------------------- | -------------------------------- | ------------ |
| 1.                  | «Burning Hearts ~Burning ANGEL~» (Burning Hearts ～炎のANGEL～) | Томоко Сасаки, Наофуми Хатая | Наофуми Хатая       | Такэнобу Мицуёси                 | 4:01         |
| 2.                  | «We are Burning Rangers» (挿入歌)                               | Рёити Хасэгава               | Наофуми Хатая       | Такэнобу Мицуёси, Марлон Сандерс | 4:37         |
| 3.                  | «I Just Smile» (エンディングテーマ)                             | Томоко Сасаки, Наофуми Хатая | Наофуми Хатая       | Томоко Сасаки                    | 4:16         |
| Общая длительность: | Общая длительность:                                             | Общая длительность:          | Общая длительность: | Общая длительность:              | 12:54        |

| №  | Название                                   | Ремикс             | Длительность |
| -- | ------------------------------------------ | ------------------ | ------------ |
| 1. | «We Are Burning Rangers» (2 Deep Club Mix) | Маттиас Хайльбронн |              |
| 2. | «We Are Burning Rangers» (2 Deep Dub)      | Маттиас Хайльбронн |              |
| 3. | «I Just Smile» (Maurice’s Happy Smile Mix) | Морис Джошуа       |              |
| 4. | «We Are Burning Rangers» (Body & Soul Dub) | Маттиас Хайльбронн |              |

## Озвучивание
Для озвучивания главных героев, Sonic Team пригласила опытных сэйю и актёров из американских ТВ-шоу. Все версии игры имеют озвучивание только на одном языке в соответствии с регионом консоли. Юдзи Нака в интервью журналу Sega Saturn Magazine так описывал кастинг: «Каждый [актёр] имел свой образ [персонажа], который был бы подходящим. В первую очередь, мы создали всех персонажей, и, глядя на их изображения, мы создали образ того, как они [актёры] должны говорить». Первоначально разработчики хотели выполнить дубляж на шести языках и добавить в игру субтитры, но из-за трудностей от этих идей отказались.
Позднее многие актёры приняли дальнейшее участие в озвучивании других персонажей в проектах от Sonic Team. Например, Майкл Макгэхэрн до 2001 года озвучивал ехидну Наклза, Рюдзабуро Отомо «подарил» свой голос злодею Блэку Думу из Shadow the Hedgehog, а в Sonic Unleashed голосом Томокадзу Сэки разговаривал сам ёж Соник в виде оборотня.
| Персонаж    | Японский актёр озвучивания | Английский актёр озвучивания |
| ----------- | -------------------------- | ---------------------------- |
| Шоу Амабане | Хикару Мидорикава          | Бенни Грант                  |
| Тиллис      | Юко Миямура                | Жанна Левенстейн             |
| Лид Феникс  | Томокадзу Сэки             | Майкл Макгэхэрн              |
| Крис Партон | Хироко Касахара            | Ивет Ловенталь               |
| Биг Ландман | Рюдзабуро Отомо            | Роджер Роуз                  |
| Ириа Клейн  | Ая Хисакава                | Кэролин Лоуренс              |

## Оценки и мнения
| Сводный рейтинг      | Сводный рейтинг |
| Агрегатор            | Оценка          |
| -------------------- | --------------- |
| GameRankings         | 75,40 %         |
| MobyRank             | 82/100          |
| Иноязычные издания   |                 |
| Издание              | Оценка          |
| 1UP.com              | C+              |
| AllGame              | [ 7 ]           |
| Edge                 | 8/10            |
| EGM                  | 7,5/10          |
| GameSpot             | 6,2/10          |
| IGN                  | 8/10            |
| Sega Saturn Magazine | 90 %            |

От игровой прессы Burning Rangers получила высокие оценки. По данным сайтов GameRankings и MobyGames, средние оценки шутера составляют соответственно 75,40 % и 82 балла из 100 возможных. Ряд рецензентов называли Burning Rangers лучшей игрой для Sega Saturn, а в редакции IGN посчитали, что ей необходим сиквел, причём на Wii и с поддержкой пульта Wii Remote. Несмотря на отзывы, проекту не удалось завоевать должной популярности из-за плохих продаж консоли. В 2012 году сайт GamesRadar поместил Burning Rangers на 12 место в списке «Лучших игр для Saturn всех времён».
Критики восторженно оценили игровой процесс и уровни. Леви Бьюкенен из IGN назвал геймплей игры «приятным», и похвалил разработчиков за «удивительную» идею тушить пожары на уровнях, но раскритиковал дизайн боссов (например, огромный гигантский цветок на первом уровне). Нечто похожее писал представитель сайта GameSpot Райан Мак Дональд, причём он посчитал вторую локацию, где персонаж игрока бо́льшую часть времени находится под водой, «рутинной». Критик AllGame Колин Уильямсон описал геймплей следующим образом: «…Борьба с пожарами может покажется [игроку] скучным занятием, а этого, на самом деле, не чувствуется, когда вы губите пламя». Рецензенты также высоко оценили управление игры как через обычный геймпад, так и с помощью контроллера с аналоговым стиком. В обзорах Electronic Gaming Monthly и Sega Saturn Magazine главными недостатками Burning Rangers назывались короткая продолжительность сюжетной линии и несколько грубый внешний вид самой игры, но эти проблемы компенсируются «отличным» дизайном персонажей и уровней.
Критики положительно оценили музыкальное сопровождение игры. Мелодии для Уильямсона показались «удивительными», а треки с вокалом — «раскалёнными» в жанре R&B. «Отличная музыка в стиле Sega», — заявил в своём обзоре Бьюкенен, порекомендовав меломанам, в свою очередь, послушать песню «We Are Burning Rangers». Однако представитель сайта 1UP.com посчитал музыкальные темы игры бестолковыми. Смешанные отзывы шли по поводу озвучивания. Одним журналистам работа актёров показалось плохой и даже худшей, другим — лучшей, потому что слушать голоса на английском языке всё равно лучше, чем смотреть субтитры во время диалога на японском.
Неоднозначно была оценена графика игры. Большинство критиков обращали своё внимание на графику огня. По мнению рецензента из 1UP.com, 3D-движок Nights…, используемый в Burning Rangers, визуально «трещит по швам», не справляясь со свободным игровым миром. В своих обзорах критики журнала Edge и сайта AllGame отмечали, что хотя и есть привлекательные световые эффекты и графика выглядит как в PlayStation, тем не менее в игре присутствуют ошибки и проблемы с полигонами: друг через друга протыкаются кромки и углы, многоугольники искажаются, а огонь виден сквозь стену. Этого достаточно, чтобы отвлечь внимание игрока от реального игрового процесса. Кроме того, по словам журналистов из Electronic Gaming Monthly, мелкие проблемы случаются с виртуальной камерой. Несмотря на проблемы, для Баханана графика игры остаётся одной из лучших на Sega Saturn.

### Влияние
Несмотря на то, что Burning Rangers не обзавелась сиквелом, в последующих проектах Sonic Team присутствовали многочисленные отсылки к событиям игры. Например, в Phantasy Star Online Episode I & II присутствовал эпизод «Burning Rangers», где игроку на уровне нужно спасать людей и тушить пожары. Босс из первого уровня — гигантский цветок — появился в качестве противника на уровне «Prison Island» в Shadow the Hedgehog. Для автосимулятора Sonic & All-Stars Racing Transformed разработчики Sumo Digital создали трассу «Burning Depths», основанной на игре Burning Rangers.